# Ichneumon pygmaeus
Ichneumon pygmaeus är en stekelart som beskrevs av Nikolaus Poda von Neuhaus 1761. Ichneumon pygmaeus ingår i släktet Ichneumon och familjen brokparasitsteklar. Inga underarter finns listade i Catalogue of Life.